# Viola kupffieri
Viola kupffieri är en violväxtart som beskrevs av Michail Klokov. Viola kupffieri ingår i släktet violer, och familjen violväxter. Inga underarter finns listade i Catalogue of Life.